# Club Social y Deportivo Universidad Tecnológica Equinoccial
O Club Social y Deportivo Universidad Tecnológica Equinoccial é uma equipe de futebol profissional de Quito, província de Pichincha, Equador, que atualmente também coordenada times de basquete e futebol de salão.
Foi fundado em 12 de novembro de 1986 e atualmente joga na segunda divisão do futebol equatoriano.

## Jogadores
- Andrés Carcelén
- Santiago Criban
- José Luís Cañola
- Patricio Aviles
- Alessandro Vasquez
- Dario Arroyo
- Tyrone Macias
- Stalin Reyes
- Henry Enríquez
- Marlon Guerra
- Carlos Morales
- Carlos Wila
- Esteban Lincano

## Títulos
- Terceiro lugar na segunda divisão em 2009
- Campeão amador segunda categoria
- Campeão nacional interuniversitário “Cuenca”
- Campeão amador primeira categoria 1993
- Campeão do acesso à segunda categoria profissional 1994; mantiveram a categoria até 1998.
- Campeão interuniversitário Manabí 1996
- Campeão interuniversitário PUCE 1998
- Campeão interuniversitário ESPE 1999
- Campeão interuniversitário PUCE 2000
- Campeão amador 2000
- Campeão amador 2001
- Campeão amador 2003
- Campeão amador dos torneios Apertura e Clausura 2005
- Campeão Copa Pichincha de acesso à segunda categoria do futebol profissional 2005
- Campeão interuniversitário Copa Universidade Internacional 2006
- Campeão Provincial de Segunda Categoria Profissional, classificando para o Torneio Zonal 2006
- Campeão Provincial de Segunda Categoria Profissional
- Primeiro lugar no Torneio de Segunda Categoria do Futebol Profissional de Pichincha: 2009:

Futebol de Salão
- Campeão provincial 1996
- Campeão provincial 1997
- Campeão nacional 1997
- Campeão provincial 1998
- Campeão Torneio Coca-Cola 1998
- Campeão Challenger Futebol 5 com um prêmio de 30.000.000 de sucres
- Campeão provincial 1999
- Campeão provincial 2000

Basquete Masculino
- Torneio Preparação 1987, Série B Masculino (Segunda Categoria)
- Torneio Oficial Masculino 1987 Série B (Segunda Categoria)
- Campeonato Interuniversitário Loja 1995 (Feminino)
- Segundo Campeonato Universitário Masculino 1996
- Campeonato Oficial Masculino de Pichincha 1996
- Vice-campeão Torneio Sul-Americano de Clubes Curitiba 1998
- Torneio Masculino Sub-22 Pichincha 1998
- Torneio Quadrangular Internacional Rumiñahui 1999
- Liga Nacional Masculina Seniors 1999
- Torneio Quadrangular Internacional Masculino 2000
- Torneios Masculino ESPE 2000
- Torneio Quadrangular Internacional
- Liga Nacional Feminina 2003
- Primeiro Campeonato Interuniversitário 2004
- Primeiro Campeonato Nacional Interclubes Masculino Sub-18 2004
- Torneio Aberto Interclubes Masculino Cadetes 2004
- Torneio Preparação Juvenil Masculino 2005
- Segundo Torneio Nacional Juvenil Interclubes Masculino 2005
- Quarto Torneio Universitário Masculino de Quito 2005
- Torneio Preparação ASO Pichincha 2009
- Torneio Atletas em Ação
- Torneio Beneficente Katia Dueñas
- Torneio Paróquia de Calderón

Basquete Feminino
- Torneio Quadrangular Feminino, Coliseu da UTE
- Torneio Feminino Preparação 1991
- Campeonato Oficial Feminino de Pichincha 1991
- Torneio Feminino Preparação Rumiñahui 1992
- Torneio Preparação Feminino de Pichincha 1993
- Campeonato Oficial Feminino de Pichincha 1993
- Torneio Preparação Feminino 1994
- Torneio Quadrangular Internacional Feminino 1994
- Torneio Feminino “Ano Novo – As Deportivo” 1995
- Campeonato Nacional Feminino de Clubes 1995
- Segundo Torneio Feminino “Ano Novo – As Deportivo” 1996
- Segundo Campeonato Universitário Feminino 1996
- Torneio Nacional Feminino de Clubes 1996
- Torneio Quadrangular Feminino San José de La Salle 1997
- Primeira Liga Nacional Feminina 1997
- Quarto Torneio Feminino “As Deportivo” 1998
- Campeonato Oficial Feminino de Pichincha 1998
- Torneio Nacional Feminino de Clubes Jipijapa 1998
- Torneio Feminino Categoria Sub-22 Pichincha 1998
- Torneio Quadrangular Feminino: Loja 1999
- Campeonato Oficial Feminino de Pichincha 1999
- Liga Nacional Feminina 1999
- Sexto Torneio Feminino “As Deportivo” 2000
- Torneio Oficial Feminino 2000
- Torneio Quadrangular Feminino 2002
- Campeonato Oficial Feminino de Pichincha 2003
- Campeonato Juvenil Feminino Pichincha 2004
- Torneio Preparação Interclubes Feminino 2004
- Campeonato Oficial Feminino de Pichincha 2004
- Liga Equatoriana Feminina 2004
- Torneio Aberto Interclubes Feminino Cadetes 2004
- Torneio Feminino Preparação 2005
- Torneio Preparação Juvenil Feminino 2005
- Segundo Torneio Nacional Juvenil Interclubes Feminino 2005
- Campeonato Oficial Feminino de Pichincha 2005
- Campeonato Cadetes Feminino de Pichincha 2005
- Sétima Liga Nacional Feminina 2005
- Universitário Nacional Ambato 2009
- Torneio Preparação ASO Pichincha 2009
- Torneio Paróquia de Calderón